# Pylaisia buckii
Pylaisia buckii là một loài Rêu trong họ Hypnaceae. Loài này được T.Y. Chiang & Lin, Chi-Yung mô tả khoa học đầu tiên năm 2010.